# Lothar Wekel
Lothar Wekel (* 30. April 1958 in Hannover) ist ein deutscher Buchverleger in Wiesbaden.

## Leben
Wekel studierte Germanistik und Geschichte an der Rheinischen Friedrich-Wilhelms-Universität Bonn und absolvierte Anfang der 1980er Jahre eine Ausbildung zum Buchhändler in der Universitätsbuchhandlung des Bouvier Verlags. Anschließend arbeitete er einige Jahre für die auf Kunst und Kunstwissenschaft spezialisierte Buchhandlung Walther König und arbeitete für Gondrom, bevor er bei der Verlagsgruppe Weltbild zum Katalogchef wurde. Schließlich arbeitete er als Verleger für den Club Bertelsmann. Im Jahr 2000 holte Rolf Heyne Lothar Wekel in den Heyne Verlag. Seit 2002 ist Lothar Wekel als Verleger selbstständig. Seit 2021 ist er Vorsitzender des Landesverbandes Hessen, Rheinland-Pfalz, Saarland des Börsenvereins des Deutschen Buchhandels.

## Wirken als Verleger
Im Jahr 2002 übernahm Lothar Wekel mit seiner Ehefrau Miriam Zöller von Günter Fourier den damals u. a. auf Judaika spezialisierten Fourier Verlag mit einem angeschlossenen Großantiquariat. 2004 gründeten Wekel und Zöller den Marix Verlag, der sich seither auf kultur- und geisteswissenschaftliche Themen sowie Klassiker der Weltliteratur konzentriert.  Marix begann 2006 mit der Frankfurter Rundschau die populärwissenschaftliche Buchreihe „marixwissen“.
Im Jahr 2008 übernahm Lothar Wekel die Edition Erdmann, die sich besonders historischen Reiseberichten widmet. 2010 erwarb er den Verlag Waldemar Kramer. Im Juni 2014 fasste Wekel seine Verlage unter dem Dach „Verlagshaus Römerweg“ in Wiesbaden zusammen. Im Herbst 2014 verkaufte Gottfried Honnefelder die Berlin University Press an Lothar Wekel.
Im Programm der Verlage Lothar Wekels finden sich unter anderem die Autoren Helmut Birkhan, José Casanova, Udo Di Fabio, Wolfgang Frühwald, Anton Grabner-Haider, Dieter Grimm, Ludger Honnefelder, Norbert Lammert, Klaus-Dieter Lehmann, Wolf Lepenies, Christoph Markschies, Viktor Mayer-Schönberger, Simon Conway Morris, Paul Nolte, Marcia Pally, Andrei Pleșu, Michael Sandel, Boualem Sansal, Wolfgang Schäuble, Werner Spies, Michael Tilly, Georg Stefan Troller, Martin Walser und Volker Zotz.